# Lizeth González
Lizeth Carolina González Romero (Santa Marta, Colombia, 15 de agosto de 1986) es una modelo y reina de belleza colombiana, ganadora del título de Virreina Nacional en el certamen Señorita Colombia 2010, en representación del departamento de Magdalena.

## Biografía
Lizeth Carolina González Romero, nació en Santa Marta, Colombia. Es hija de Freddy González Fernández y Vilma Romero Navarro. Tiene dos hermanos, Freddy y Lauren. Habla inglés, francés y tiene conocimientos de italiano. 
En su tiempo libre se dedica a la natación, yoga y pilates. Fue elegida Señorita Magdalena por un concurso en el que ella participó.

## Vida personal
Lizeth estuvo 8 años en Canadá en condición de inmigrante con su familia, además de eso se especializó en Ciencias políticas en la ciudad de Vancouver.

## Reinados
| Año  | Reinado                              | Posición                |
| ---- | ------------------------------------ | ----------------------- |
| 2010 | Miss Magdalena 2010-2011             | Ganadora                |
| 2010 | Miss Colombia 2010-2011              | Virreina (1 Finalista). |
| 2011 | Top Model of the World 2011-2012     | Semifinalista           |
| 2011 | Reinado Mundial del Banano 2011-2012 | Ganadora                |
| 2011 | Miss Continente Americano 2011-2012  | Top 6.                  |

### Señorita Colombia 2010
El 15 de noviembre del 2010, 24 candidatas de todos los departamentos de Colombia asistieron al Auditorio Getsemaní del centro de Convenciones "Julio Cesar Turbay Ayala", en Cartagena donde se realizó la velada de elección y coronación de la Señorita Colombia 2010 en donde Natalia Navarro Galvis coronó a su sucesora Catalina Robayo, representante del Valle del Cauca.
En las diversas rondas (Traje de Gala y Baño) Lizeth al igual que Catalina obtuvieron un puntaje de 9.80 dejándolas como eventuales favoritas de la noche escoltadas por la Señorita Huila (Natalia Valenzuela), la Señorita Bolívar (Tatiana Najera) y la Señorita Bogotá (Diana Mina).

### Miss Internacional 2011
En Colombia es costumbre la representación de la Virreina Nacional en el certamen de belleza Miss Internacional el cual solo admite candidatas con 24 años de edad cumplidos a la fecha de celebración del certamen, impidiéndole a Lizeth participar en dicho reinado, dándole así la oportunidad a la Primera Princesa Nacional, Natalia Valenzuela de representar a Colombia.

### Top Model of The World 2011
Representó a Colombia en Top Model of the World 2011 concurso que ya había sido ganado por la colombiana Carolina Rodríguez Ferrero. La ganadora fue la rumana Loredana Salanta, en donde Lizeth logró un cupo en semifinales quedando en el puesto 9 de 10.

### Reina Mundial del Banano2011
El 23 de septiembre de 2011 en Machala Ecuador se llevó a cabo el concurso Reina Mundial del Banano 2011, con 16 candidatas de diferentes naciones en donde resultó ganadora, como virreina quedó la alemana Johanna Acs, la Señorita Amistad fue la argentina Valentina Piñanelli, la Miss Fotogenia fue la canadiense Elishia Shaota.

### Miss Continente Americano 2011
Lizeth participó el 13 de octubre de 2011 en Guayaquil Ecuador se llevara a cabo Miss Continente Americano 2011 donde la peruana Giuliana Ceballos la ganadora del año pasado coronará a su sucesora.
En este reinado de belleza, Colombia había ganado anteriormente gracias a Lina Mosquera de Chocó que ganó Miss Continente Americano 2009.
Al final del evento, la ganadora del certamen de belleza fue Claudia Schiess de Ecuador, mientras que el puesto de primera finalista fue para Dalia Fernández de República Dominicana, ambas concursaron sin figuración en Miss Universo 2011. Mientras tanto Lizeth ocupó el top 6.

## Carrera como modelo
Después de viajar a Ecuador a competir en Miss Continente Americano 2011, la modelo aceptó la invitación de la alcaldía de Santa Marta para participar en El Colegioton donde modeló y repartió regalos a los niños, luego en Señorita Colombia 2011 expresó su emoción al saber que nuevamente una samaria ganó el virreinato del certamen:

«Creo que Melissa tuvo un excelente desempeño, la vi mejorada en su imagen, en fogueo periodístico y en su pasarela creo que fue la mejor, pero la belleza es muy subjetiva y la decisión del jurado ya es otra cosa, uno no le puede gustar a cinco personas al mismo tiempo»
Lizeth González 

### Presente
El 5 de enero de 2011, confirmó que aparecerá en Colombia tex de las Américas en su versión número 24 a realizarse en la ciudad de Medellín desde el 22 de enero hasta el 26 de enero de 2012; El 17 de enero de 2015 contrajo matrimonio con el entonces Ministro de las Tecnologías de la Información y de las Comunicaciones Diego Molano Vega ceremonia que se llevó a cabo en Villa de Leyva, Boyacá.
| Predecesor: Hilda Alessa Gamez Phillips     | Reina Mundial del Banano 2011                   | Sucesor: Jennifer Giselle Valle Morel       |
| Predecesor: Carolina Rodríguez Ferrero      | Miss Top Model Colombia 2010/2011               | Sucesor: Melina Ramírez Serna               |
| Predecesor: Leydi Viviana Gómez Cortés      | Miss Continente Americano Colombia 2011         | Sucesor: Ana Melissa Cano Rey               |
| Predecesor: Leydi Viviana Gómez Cortés      | Virreina Nacional de la Belleza Colombiana 2010 | Sucesor: Melissa Carolina Varón Ballesteros |
| Predecesor: Angélica Diazgranados Rodríguez | Señorita Magdalena 2010                         | Sucesor: Melissa Carolina Varón Ballesteros |